# Хеннеберги
Хеннеберги (или Геннеберги; нем. von Henneberg) — франконские Поппониды, правившие окняженным графством Хеннеберг в составе Священной Римской империи. С 1310 года глава рода имел статус имперского князя. Род пресекся в 1583 году, после чего его владения унаследовала эрнестинская ветвь Веттинов.
Усыпальница Хеннебергов находится в монастыре Фесра. Наиболее известный представитель рода — миннезингер Отто фон Ботенлаубен.

## Происхождение
Хеннеберги — ветвь Бабенбергов, которые, согласно традиции, в свою очередь, представляют собой франконскую ветвь дома Робертинов из Хеспенгау. Старшая ветвь того же дома правила Францией под именем Капетингов.

### От Робертинов
Согласно наиболее распространённой версии, родоначальником графом Хеннебергских был феодал из Нейстрии по имени Хариберт.

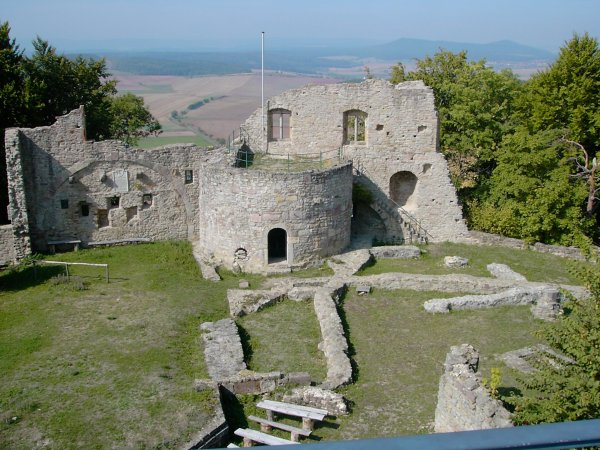
Руины родового замка Хеннеберг

Хариберт (ум. после 636); жена: Вульфгарда
- Хродоберт (Роберт) I (ум. после 675), майордом Нейстрии (654—663), епископ Тура (665—675)
  - Ламберт I (ок.620—после 650), граф
    - Хродоберт (Роберт) II (ок.650—после 678), граф (678), канцлер короля Хлотаря III; жена: Дода (до 659—после 678)
      - Ламберт II (ум. после 741), граф в Хаспенгау
        - Роберт I (ум. до 764), герцог в Хаспенгау (732), пфальцграф (741/742) граф в Оберхейнсгау и Вормсгау (750); жена: с 730 Вилисвинта (ум. после 768), дочь графа Адальхельма
          - Роберт (ум. после 782), граф в Брейсгау (757—771), граф в Оберхейнгау (757—771/782), граф в Тургау (757—771), граф в Рейнгау (764—782); жена: Ангила
            - Хеймрих (ум. 795), граф в Оберхейнгау 
              - Роберт (ум. 805)
              - Хеймрих
                - Поппо I (ум. 839/841), граф в Грабфельде, родоначальник рода франконских Бабенбергов

### От Бабенбергов
- Поппо I из Грабфельда
  - Генрих Франконский († Август 28, 886), маркграф Франконии
  - Поппо II († после 906), маркграф Франконии
    - Адальберт(† 915)
    - Поппо III († 945)
      - Поппо IV
      - Отто I († 982)
        - Отто II
          - Герберга, замужем за герцогом Оттоном III Швабским
          - Поппо V, аббат в Лёхе и Фульде в 1005
          - Отто III
            - Граф Поппо I Хеннеберг

Само название Бабенберг впервые употребил Оттон Фрейзингский, выходец из австрийского дома Бабенбергов, которые пытались выводить свою родословную от потомков Поппо I.

## Графы Хеннеберга

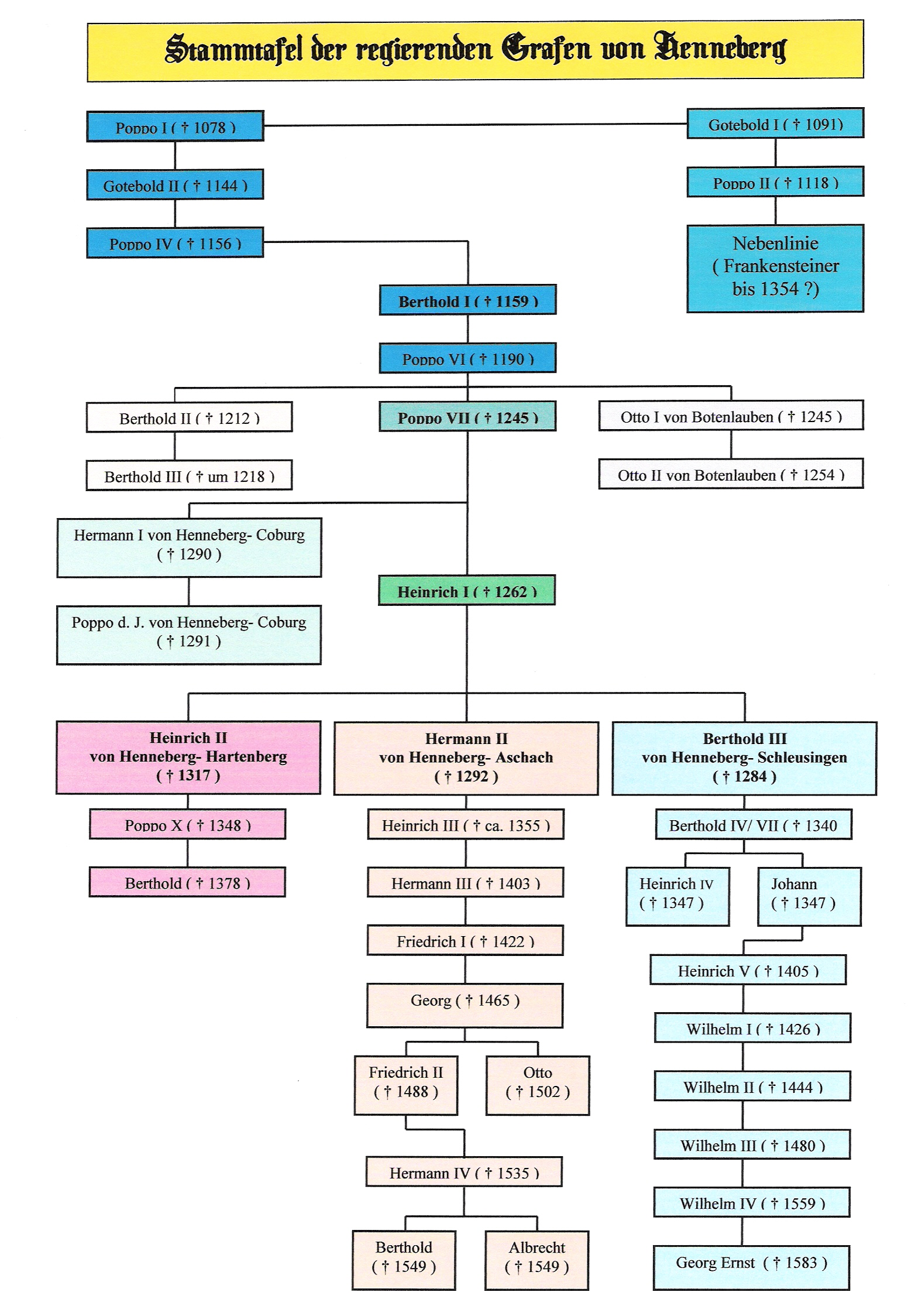
Генеалогическая таблица

Основатель дома Поппо принят новое имя семьи в качестве названия своего замка, Хеннеберг. Он погиб в 1078 году в битве при Мелльрикстадте.
- Готебольд II († 1144)
  - Поппо IV († 1156)
    - Бертольд I († 1159)
      - Ирмингад, муж Конрад (пфальцграф Рейнский)
      - Поппо VI († 1190)
        - Поппо VII († 1245)
          - Герман I († 1290)
          - Генрих I († 1262)

В 1274 году сыновья Генриха разделили графство, образовав боковые линии династии:
- Хеннеберг-Хартенберг, управляемое Генрихом II († 1317)
  - Поппо X (1317—1348)
    - Бертольд (1348—1378), линия пресеклась, владения унаследованы линией Хеннеберг-Ашах-Рёмхильд
- Хеннеберг-Ашах-Рёмхильд, Герман II († 1292)
  - Генрих III (1292—1352)
    - Герман III (1352—1403), приобрёл Хартенберг
      - Фридрих I (1403—1422)
        - Георг (1422—1465)
          - Фридрих II (1465—1488)
            - Герман IV (1488—1535)
              - Бертольд (1535—1549), линии пресеклась, владения унаследованы Саксен-Кобургами и Штольбергами

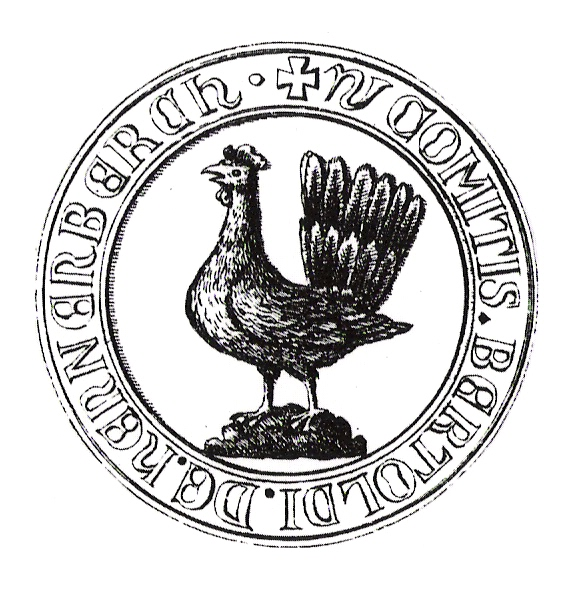
Печать Бертольда VII

- Хеннеберг-Шлойзинген, Бертольд III († 1284)
  - Бертольд VII (1284—1340), наделён императором Генрих VII (император Священной Римской империи) в 1310 статусом имперского князя
    - Елизавета, муж Иоганн II (бургграф Нюрнберга)
    - Генрих IV (1340—1347)
      - Екатерина, муж Фридрих III (маркграф Мейсена)
      - Елизавета, муж Эберхард II (граф Вюртемберга)

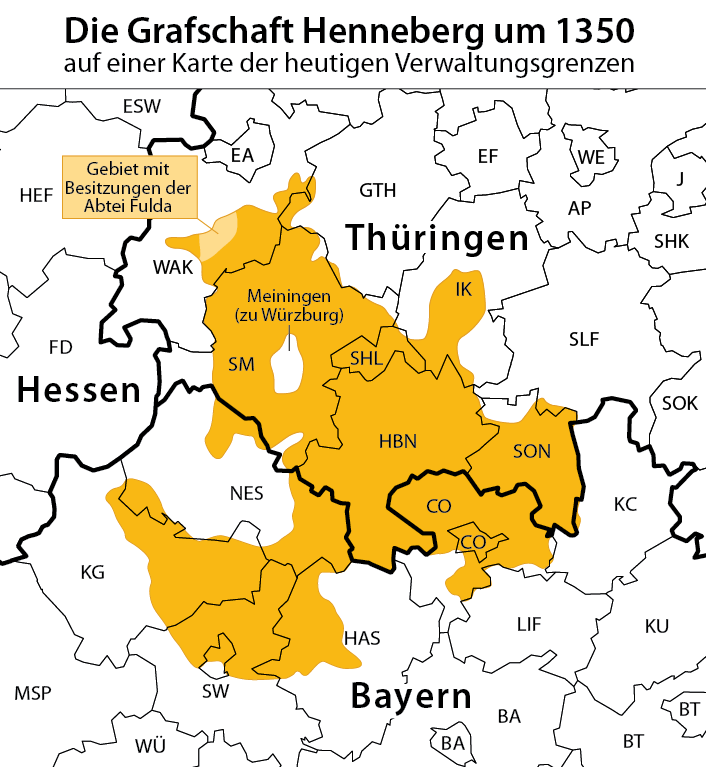
Графство Хеннеберг в 1350 г.

    - Иоганн(† 1347)
      - Генрих V (1347—1405)
        - Вильгельм I (1405—1426)
          - Вильгельм II (1426—1444)
            - Вильгельм III (1444—1480)
              - Вильгельм IV (1480—1559)
                - Георг Эрнест (1559—1583)

## Пресечение династии

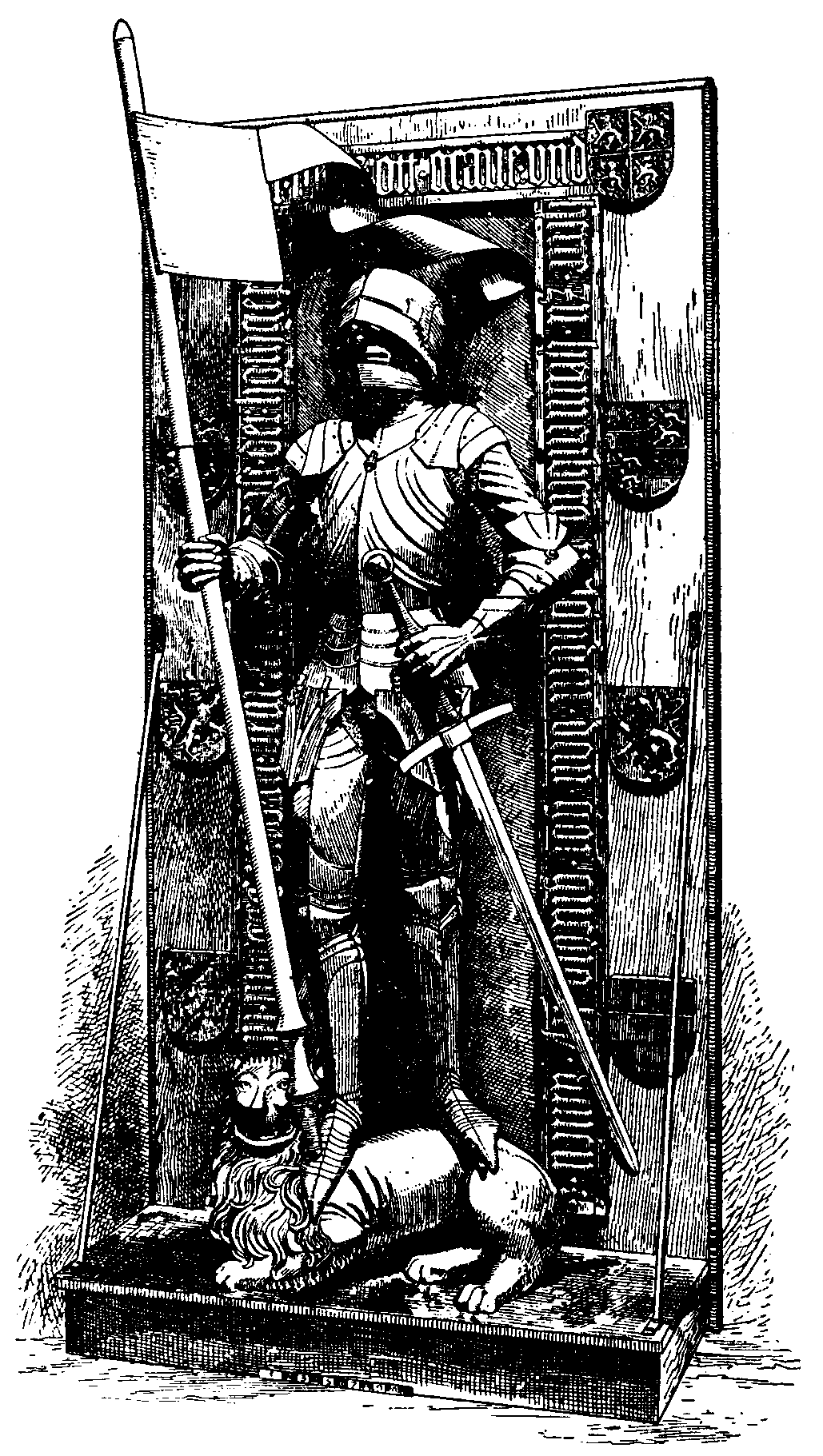
Надгробие графа Оттона IV, 1502

В 1190 году династия разделилась на три ветви — Хеннеберг, Штрауф и Ботенлаубен. В 1274 последовало новое разделение Хеннебергов — на Хеннеберг-Шлойзингенов, Хеннеберг-Хартенбергов и Хеннеберг-Ашах-Рёмхильдов, после чего территория Верхней Франконии оказалась политически раздробленной. Наиболее могущественной линией оказались Хеннеберг-Шлойзингены, закрепившие за собой замок Хеннебург (с 1274 года). Резиденией Хеннеберг-Шлойзингенам служил замок Бертольдсбург. Хеннеберг-Шлойзингены также оказались и самой длительной линией, просуществовавшей до 1583 года. В 1554 году между представителями рода фон Хеннеберг-Шлойзинген и эрнестинской линией рода Веттинов в ратуше города Кала в Тюрингии было заключено соглашение о преёмственности в вопросах наследования. После прекращения бездетной линии Хеннеберг-Шлойзинген в 1583 году территория графства была разделена между эрнестинской и альбертинской линиями саксонского рода Веттинов. Эрнестины получили 7/12 от всех земель, альбертины — 5/12. Прусские Гогенцоллерны XIX века среди прочих титулов именовали себя имперскими князьями Хеннеберга.